# Kennedy Manufacturing
Kennedy Manufacturing Co. war ein kanadischer Hersteller von Automobilen. Eine andere Quelle gibt Kennedy Motor Car Company an.

## Unternehmensgeschichte
Der Fahrzeugverkäufer William Kennedy und die Brüder Clare gründeten 1909 das Unternehmen in Preston und begannen mit der Produktion von Automobilen. Der Markenname lautete Kennedy. Nach einem Jahr ersetzte der bisherige Chefingenieur Herb Hambrecht Wiliam Kennedy. 1910 endete die Produktion. Insgesamt entstanden etwa 75 Fahrzeuge im ersten Jahr und 100 im zweiten.

## Fahrzeuge
Die Fahrzeuge waren Highwheeler. Motor und andere Teile kamen von der De Tamble Motor Company. Ein Zweizylindermotor mit 18 PS Leistung trieb über ein Planetengetriebe und eine Kardanwelle die Hinterräder an.
1910 wurden die Räder verkleinert und gleichzeitig auf Luftreifen umgestellt.
Zwei Quellen geben an, dass kein Geld in die Entwicklung eines dringend benötigten Vierzylindermotors investiert wurde. Andererseits war auch der Zweizylindermotor zugekauft.